# 일산대진고등학교
일산대진고등학교(一山大眞高等學校)는 대한민국 경기도 고양시 일산서구 대화동에 있는 사립 고등학교이다.

## 학교 연혁
- 1984년 2월 : 학교법인 대진대학교 설립 인가
- 1995년 1월 : 일산대진고등학교 설립인가(학년당 12학급)
- 1995년 3월 : 초대 교장 오한석 선생 취임
- 1995년 3월 : 일산대진고등학교 제1회 입학식
- 1998년 2월 : 일산대진고등학교 제1회 졸업식(576명)
- 2002년 10월 : 대진정보관(현 송학관) 개관
- 2010년 3월 : 청우관(식당동) 개관
- 2013년 11월 : 경기도 교육과정 클러스터 운영교 선정
- 2015년 3월 : 미래창조과학부 주관 전국 S/W교육 선도학교 선정
- 2016년 7월 : 도서관 리모델링 재개관
- 2018년 2월 : 기술융합센터 준공
- 2019년 1월 : 경기도 고교학점제 선도학교 선정
- 2020년 12월 : 인공지능(AI) 교육실 준공
- 2023년 3월 : 제10대 교장 이성권 선생 취임
- 2024년 2월 : 제27회 졸업식
- 2024년 3월 : 제30회 입학식

## 참고 자료
- 일산대진고등학교 - 한국교육학술정보원 학교알리미